# Christopher Paolini
Christopher Paolini, född 17 november 1983, är en amerikansk författare, känd för serien Arvtagaren.
Han är född i södra Kalifornien men växte upp i Paradise Valley, Montana. Christopher Paolini var redan i tidig ålder inne på skrivandets väg och läste mycket. Favoritförfattare var exempelvis David Eddings, och Ursula K. Le Guin. Han började vid femton års ålder skriva på sin debutroman Eragon. Vid nitton års ålder toppade han New York Times lista för bästsäljande författare.
Paolini undervisades under hela sin uppväxt i hemmet som ligger i Montana, vars landskap sägs vara det som har gett näring åt hans detaljerade beskrivningar av Alagaësia. Eftersom hans föräldrar drev ett eget förlag, valde de att publicera boken själva. Det var dock först efter att författaren Carl Hiaasens svärson läst boken och uppmärksammat sin förläggare på den som Christopher Paolini fick sitt genombrott. 
Efter Eragon skrev Paolini 2005 Den äldste, som är en fortsättning på äventyren för Eragon och draken Saphira. Det som först var tänkt att bli en trilogi (Eragon, Den äldste, Brisingr) kom att utökas med en fjärde bok eftersom Paolini såg att handlingen och karaktärerna krävde mer utrymme.
De olika språk som dvärgar, alver och urgaler talar är en blandning av fornnordiska, kymriska och någonting eget. 
Under 2006 kom filmatiseringen av Eragon, en film som är relativt fristående från boken. Såväl handling som karaktärer är ändrade jämfört med boken (Catrina t.ex. saknas i filmen, fast hon finns med i de bortklippta scenerna). 
Möjligheten till fortsättning är begränsad utan att skriva en helt ny historia.

## Alagaësia
Alagaësia är det fantasiland som figuren Eragon och alla andra varelser bor i.  
Den stora skogen där alverna bor, kallad Du Weldenvarden, ligger i norr. I alvernas huvudstad, Ellesméra, bor drottning Islanzadí och hennes folk. Västerut ligger Ryggraden, en bergskedja som liknar en ryggrad, därav namnet. Mitt i landet ligger Hadarac-öknen, som upptar en stor del av Alagaësia där ingenting kan växa på grund av hettan. I nedre östra delen ligger Beorerna. De är väldiga berg och det är där Varden och dvärgarna gömmer sig. Innan bosattes de stora salarna inne i berget av dvärgar, som fortfarande bor kvar som en del av Varden. Väster om Beorerna ligger landet Surda. Eragon bor i Carvahall, en by nära Ryggradens slut i norr och väster om Du Weldenvarden. Carvahall ligger nära staden Ceunon. Människorna bosatte sig i väster, längsmed Ryggraden, när dvärgarna föredrar berg och sten slog de sig därför ned i bergen. Alverna är på samma sätt kopplade till naturen, som naturen är kopplad till alverna, därför drog de sig till Du Weldenwarden, som med hjälp av deras magi har växt sig så stor som den är. I Alagaësia finns också djur som liknar de som vi har. Dvärgarnas Feldunôst liknar en get, det finns också vanliga hjortar och fåglar i Ryggraden och Du Weldenvarden.

## Priser och utmärkelser
- Bokjuryn kategori 14-19 år 2005
- Bokjuryn kategori 14-19 år 2006